# Championnat d'Argentine de football 1982
Navigation
Saison précédente Saison suivante
La saison 1982 du Championnat d'Argentine de football était la 52e édition professionnelle de la première division argentine.
La saison argentine comporte 2 championnats. Le championnat Nacional regroupe les 19 clubs ainsi que les 13 meilleurs clubs des championnats régionaux, les équipes sont réparties en 4 poules où elles s'affrontent deux fois. Les deux premiers de chaque poule participent à la phase finale pour le titre. Dans le championnat Metropolitano, les 19 clubs sont regroupés en une poule unique où chaque formation rencontre deux fois tous ses adversaires, à domicile et à l'extérieur. Il peut donc y avoir 2 champions par saison.
Cette saison voit la victoire du Ferro Carril Oeste, dans le championnat Nacional. C'est le tout premier titre de champion de son histoire. Le championnat Metropolitano voit la victoire finale du club d'Estudiantes (La Plata), sacré pour la 3e fois.

## Première phase

### Championnat Nacional
| \| Bs Aires La Plata Rosario Santa Fe Córdoba Junín Salta Jujuy Mendoza Mar del Plata Tucumán Bda. Río Salí General Roca Santiago del Estero Posadas \| Villes représentées lors de la saison 1982 (Championnat Nacional) |
| Bs Aires La Plata Rosario Santa Fe Córdoba Junín Salta Jujuy Mendoza Mar del Plata Tucumán Bda. Río Salí General Roca Santiago del Estero Posadas                                                                         |

Tous les clubs participant au championnat Metropolitano et les 13 meilleures équipes régionales sont réparties en quatre poules où les clubs s'affrontent deux fois, à domicile et à l'extérieur. Les deux premiers de chaque poule sont qualifiés pour la phase finale pour le titre.

#### Poule A
| Rang | Équipe                            | Pts | J  | G | N | P | Bp | Bc | Diff |
| ---- | --------------------------------- | --- | -- | - | - | - | -- | -- | ---- |
| 1    | Quilmes P                         | 20  | 16 | 8 | 4 | 4 | 32 | 27 | +5   |
| 2    | Independiente Rivadavia (Mendoza) | 20  | 16 | 8 | 4 | 4 | 28 | 30 | -2   |
| 3    | Newell's Old Boys (Rosario)       | 18  | 16 | 5 | 8 | 3 | 29 | 17 | +12  |
| 4    | Instituto (Córdoba)               | 18  | 16 | 7 | 4 | 5 | 28 | 22 | +6   |
| 5    | Sarmiento (Junín)                 | 15  | 16 | 4 | 7 | 5 | 27 | 27 | 0    |
| 6    | River Plate T                     | 14  | 16 | 4 | 6 | 6 | 20 | 27 | -7   |
| 7    | Gimnasia y Esgrima (Jujuy)        | 12  | 16 | 3 | 6 | 7 | 22 | 26 | -4   |
| 8    | Nueva Chicago P                   | 11  | 16 | 2 | 7 | 7 | 18 | 28 | -10  |

|  | Qualification pour la phase finale                |
|  | T : Tenant du titre P : Promu de Segunda Division |

#### Poule B
| Rang | Équipe                            | Pts | J  | G  | N | P  | Bp | Bc | Diff |
| ---- | --------------------------------- | --- | -- | -- | - | -- | -- | -- | ---- |
| 1    | Ferro Carril Oeste                | 29  | 16 | 13 | 3 | 0  | 39 | 9  | +30  |
| 2    | Unión (Santa Fe)                  | 23  | 16 | 8  | 7 | 1  | 29 | 9  | +20  |
| 3    | Independiente                     | 23  | 16 | 9  | 5 | 2  | 27 | 19 | +8   |
| 4    | Argentinos Juniors                | 17  | 16 | 5  | 7 | 4  | 20 | 22 | -2   |
| 5    | Atlético Concepción (Tucumán)     | 11  | 16 | 4  | 3 | 9  | 19 | 26 | -7   |
| 6    | San Lorenzo (Mar del Plata)       | 10  | 16 | 3  | 4 | 9  | 24 | 33 | -9   |
| 7    | Unión San Vicente (Córdoba)       | 9   | 16 | 1  | 7 | 8  | 19 | 32 | -13  |
| 8    | Estudiantes (Santiago del Estero) | 4   | 16 | 1  | 2 | 13 | 13 | 41 | -28  |

|  | Qualification pour la phase finale |

#### Poule C
| Rang | Équipe                       | Pts | J  | G | N | P  | Bp | Bc | Diff |
| ---- | ---------------------------- | --- | -- | - | - | -- | -- | -- | ---- |
| 1    | Estudiantes (La Plata)       | 23  | 16 | 8 | 7 | 1  | 22 | 10 | +12  |
| 2    | Talleres (Córdoba)           | 22  | 16 | 8 | 6 | 2  | 36 | 22 | +14  |
| 3    | Rosario Central              | 19  | 16 | 8 | 3 | 5  | 35 | 16 | +19  |
| 4    | Boca Juniors                 | 19  | 16 | 6 | 7 | 3  | 26 | 18 | +8   |
| 5    | Gimnasia y Esgrima (Mendoza) | 18  | 16 | 7 | 4 | 5  | 25 | 20 | +5   |
| 6    | Central Norte (Salta)        | 13  | 16 | 5 | 3 | 8  | 17 | 27 | -10  |
| 7    | Huracán                      | 12  | 16 | 3 | 6 | 7  | 16 | 22 | -6   |
| 8    | Mariano Moreno (Junín)       | 2   | 16 | 0 | 2 | 14 | 11 | 53 | -42  |

|  | Qualification pour la phase finale |

#### Poule D
| Rang | Équipe                            | Pts | J  | G | N | P | Bp | Bc | Diff |
| ---- | --------------------------------- | --- | -- | - | - | - | -- | -- | ---- |
| 1    | Racing (Córdoba) P                | 21  | 16 | 8 | 5 | 3 | 30 | 20 | +10  |
| 2    | San Martín (Tucumán)              | 20  | 16 | 8 | 4 | 4 | 18 | 11 | +7   |
| 3    | Vélez Sársfield                   | 18  | 16 | 7 | 4 | 5 | 25 | 17 | +8   |
| 4    | Renato Cesarini (Rosario)         | 17  | 16 | 5 | 7 | 4 | 22 | 22 | 0    |
| 5    | Platense                          | 16  | 16 | 5 | 6 | 5 | 18 | 16 | +2   |
| 6    | Deportivo Roca (Rio Negro)        | 14  | 16 | 5 | 4 | 7 | 18 | 27 | -9   |
| 7    | Guaraní Antonio Franco (Misiones) | 12  | 16 | 4 | 4 | 8 | 17 | 25 | -8   |
| 8    | Racing Club                       | 12  | 16 | 2 | 8 | 6 | 16 | 25 | -9   |

|  | Qualification pour la phase finale |
|  | P : Promu de Segunda Division      |

#### Phase finale
|  | Quarts de finale | Quarts de finale                  | Quarts de finale       | Quarts de finale       |                    |                    | Demi-finales | Demi-finales | Demi-finales | Demi-finales |  |  | Finale | Finale | Finale | Finale |
|  |                  |                                   |                        |                        |                    |                    |              |              |              |              |  |  |        |        |        |        |
|  |                  |                                   |                        |                        |                    |                    |              |              |              |              |  |  |        |        |        |        |
|  |                  |                                   |                        |                        |                    |                    |              |              |              |              |  |  |        |        |        |        |
|  | 2e B             | Unión (Santa Fe)                  | 1                      | 1 (3)                  |                    |                    |              |              |              |              |  |  |        |        |        |        |
|  | 2e B             | Unión (Santa Fe)                  | 1                      | 1 (3)                  |                    |                    |              |              |              |              |  |  |        |        |        |        |
|  | 1er A            | Quilmes tab                       | 1                      | 1 (4)                  |                    |                    |              |              |              |              |  |  |        |        |        |        |
|  | 1er A            | Quilmes tab                       | 1                      | 1 (4)                  | Quilmes            | Quilmes            | 2            | 1            |              |              |  |  |        |        |        |        |
|  |                  |                                   |                        |                        | Quilmes            | Quilmes            | 2            | 1            |              |              |  |  |        |        |        |        |
|  |                  |                                   | Estudiantes (La Plata) | Estudiantes (La Plata) | 0                  | 0                  |              |              |              |              |  |  |        |        |        |        |
|  | 1e C             | Estudiantes (La Plata)            | Estudiantes (La Plata) | Estudiantes (La Plata) | 0                  | 0                  | 3            | 2            |              |              |  |  |        |        |        |        |
|  | 1e C             | Estudiantes (La Plata)            |                        |                        |                    |                    |              | 2            |              |              |  |  |        |        |        |        |
|  | 2er D            | San Martín (Tucumán)              | 1                      | 2                      |                    |                    |              |              |              |              |  |  |        |        |        |        |
|  | 2er D            | San Martín (Tucumán)              | 1                      | 2                      | Quilmes            | Quilmes            | 0            | 0            |              |              |  |  |        |        |        |        |
|  |                  |                                   |                        |                        | Quilmes            | Quilmes            | 0            | 0            |              |              |  |  |        |        |        |        |
|  |                  |                                   | Ferro Carril Oeste     | Ferro Carril Oeste     | 0                  | 2                  |              |              |              |              |  |  |        |        |        |        |
|  | 2e A             | Independiente Rivadavia (Mendoza) | Ferro Carril Oeste     | Ferro Carril Oeste     | 0                  | 2                  | 0            | 0            |              |              |  |  |        |        |        |        |
|  | 2e A             | Independiente Rivadavia (Mendoza) |                        |                        |                    |                    |              |              |              |              |  |  |        |        |        |        |
|  | 1er B            | Ferro Carril Oeste                | 1                      | 0                      |                    |                    |              |              |              |              |  |  |        |        |        |        |
|  | 1er B            | Ferro Carril Oeste                | 1                      | 0                      | Ferro Carril Oeste | Ferro Carril Oeste | 4            | 4            |              |              |  |  |        |        |        |        |
|  |                  |                                   |                        |                        | Ferro Carril Oeste | Ferro Carril Oeste | 4            | 4            |              |              |  |  |        |        |        |        |
|  |                  |                                   | Talleres (Córdoba)     | Talleres (Córdoba)     | 0                  | 4                  |              |              |              |              |  |  |        |        |        |        |
|  | 2e C             | Talleres (Córdoba)                | Talleres (Córdoba)     | Talleres (Córdoba)     | 0                  | 4                  | 1            | 3            |              |              |  |  |        |        |        |        |
|  | 2e C             | Talleres (Córdoba)                |                        |                        |                    |                    |              | 3            |              |              |  |  |        |        |        |        |
|  | 1er D            | Racing (Córdoba)                  | 1                      | 1                      |                    |                    |              |              |              |              |  |  |        |        |        |        |
|  | 1er D            | Racing (Córdoba)                  | 1                      | 1                      |                    |                    |              |              |              |              |  |  |        |        |        |        |
|  |                  |                                   |                        |                        |                    |                    |              |              |              |              |  |  |        |        |        |        |

## Les 19 clubs participants
| \| Bs Aires La Plata Santa Fe Rosario Córdoba Junín \| Villes représentées lors de la saison 1982 (Championnat Metropolitano) |
| Bs Aires La Plata Santa Fe Rosario Córdoba Junín                                                                              |

- Boca Juniors
- River Plate
- Racing Club
- Independiente
- Rosario Central
- Huracán
- Instituto (Córdoba)
- Ferro Carril Oeste
- Talleres (Córdoba)
- Vélez Sársfield
- Argentinos Juniors
- Estudiantes (La Plata)
- Sarmiento (Junín)
- Newell's Old Boys (Rosario)
- Unión (Santa Fe)
- Platense
- Nueva Chicago - Promu de Segunda División
- Quilmes - Promu de Segunda División
- Racing (Córdoba) - Affilié à l'AFA

### Championnat Metropolitano
Tous les classements sont établis en utilisant le barème suivant :
- Victoire : 2 points
- Match nul : 1 point
- Défaite, forfait ou abandon : 0 point

| Rang | Équipe                      | Pts | J  | G  | N  | P  | Bp | Bc | Diff |
| ---- | --------------------------- | --- | -- | -- | -- | -- | -- | -- | ---- |
| 1    | Estudiantes (La Plata)      | 54  | 36 | 21 | 12 | 3  | 50 | 18 | +32  |
| 2    | Independiente               | 52  | 36 | 19 | 14 | 3  | 64 | 30 | +34  |
| 3    | Boca Juniors T              | 48  | 36 | 17 | 14 | 5  | 60 | 36 | +24  |
| 4    | Newell's Old Boys (Rosario) | 44  | 36 | 15 | 14 | 7  | 60 | 34 | +26  |
| 5    | Vélez Sársfield             | 42  | 36 | 16 | 10 | 10 | 45 | 37 | +8   |
| 6    | Huracán                     | 41  | 36 | 15 | 11 | 10 | 44 | 37 | +7   |
| 7    | Racing (Córdoba) P          | 39  | 36 | 13 | 13 | 10 | 62 | 47 | +15  |
| 8    | Rosario Central             | 37  | 36 | 13 | 11 | 12 | 55 | 49 | +6   |
| 9    | Ferro Carril Oeste          | 37  | 36 | 11 | 15 | 10 | 36 | 39 | -3   |
| 10   | River Plate                 | 34  | 36 | 12 | 10 | 14 | 43 | 46 | -3   |
| 11   | Talleres (Córdoba)          | 33  | 36 | 12 | 9  | 15 | 55 | 59 | -4   |
| 12   | Instituto (Córdoba)         | 33  | 36 | 11 | 11 | 14 | 39 | 56 | -17  |
| 13   | Argentinos Juniors          | 28  | 36 | 7  | 14 | 15 | 49 | 58 | -9   |
| 14   | Platense                    | 28  | 36 | 9  | 10 | 17 | 41 | 55 | -14  |
| 15   | Nueva Chicago P             | 28  | 36 | 8  | 12 | 16 | 33 | 50 | -17  |
| 16   | Racing Club                 | 28  | 36 | 10 | 8  | 18 | 36 | 58 | -22  |
| 17   | Unión (Santa Fe)            | 27  | 36 | 7  | 13 | 16 | 36 | 57 | -21  |
| 17   | Quilmes P                   | 27  | 36 | 9  | 9  | 18 | 30 | 53 | -23  |
| 19   | Sarmiento (Junín)           | 24  | 36 | 5  | 14 | 17 | 32 | 51 | -19  |

|  | Qualification pour la Copa Libertadores 1983 |
|  | Participation au barrage de relégation       |
|  | Relégation directe en Segunda Division       |
|  | P : Promu de Segunda Division                |

#### Barrage de relégation
L'Unión (Santa Fe) et le Quilmes terminent à égalité à la 17e place, la dernière de non-relégable. Un barrage est organisé pour départager les deux équipes, il est joué sur un seul match.
| Équipe 1         | Résultat | Équipe 2 |
| ---------------- | -------- | -------- |
| Unión (Santa Fe) | 1 - 0    | Quilmes  |

## Bilan de la saison
| Championnat d'Argentine de football 1982                             |                                                                                             |
| Champion                                                             | Metropolitano : Estudiantes (La Plata) (3e titre) Nacional : Ferro Carril Oeste (1er titre) |
| Qualifications continentales                                         |                                                                                             |
| Copa Libertadores 1983                                               | Estudiantes (La Plata)                                                                      |
| Copa Libertadores 1983                                               | Ferro Carril Oeste                                                                          |
| Promotions et relégations                                            |                                                                                             |
| Promus en Championnat d'Argentine de football                        | Temperley                                                                                   |
| Promus en Championnat d'Argentine de football                        | San Lorenzo de Almagro                                                                      |
| Relégués en Championnat d'Argentine de football de deuxième division | Quilmes                                                                                     |
| Relégués en Championnat d'Argentine de football de deuxième division | Sarmiento (Junín)                                                                           |